# Giro automobilistico d'Italia

Una Abarth 030 alla partenza di una tappa del Giro del 1974.

Il Giro automobilistico d'Italia è una corsa automobilistica la cui prima edizione si disputò nel 1901 (partenza da Torino) con il nome di Giro d'Italia in Automobile.

## Storia

### La prima edizione
|        | Programma Giro d'Italia 1901  |       |
| Giorno | Tratto                        | Km    |
| ------ | ----------------------------- | ----- |
| 1      | Torino-Alessandria-Genova     | 178   |
| 2      | Genova-Chiavari-Spezia        | 109   |
| 3      | Spezia-Pisa-Firenze           | 156   |
| 4      | Firenze-Siena                 | 69    |
| 5      | Siena-Grosseto-Civitavecchia  | 208   |
| 6      | Civitavecchia-Roma            | 60    |
| 7      | Fermata a Roma                | -     |
| 8      | Roma-Civitavecchia-Terni      | 99    |
| 9      | Terni-Perugia                 | 92    |
| 10     | Perugia-Gubbio-Rimini         | 170   |
| 11     | Rimini-Faenza-Bologna         | 112   |
| 12     | Bologna-Ferrara-Padova        | 123   |
| 13     | Gita a Mestre e a Venezia     | -     |
| 14     | Padova-Vicenza-Verona-Brescia | 149   |
| 15     | Brescia-Lodi-Milano           | 69    |
| 16     | Cerimonia conclusiva a Milano | -     |
|        | Chilometri totali             | 1.604 |

La prima manifestazione di questo genere, il Giro d'Italia in Automobile, venne organizzata dall'Automobile Club di Torino in collaborazione con il Corriere della Sera; i chilometri da percorrere furono circa 1.650, pari a 1.000 miglia. Dopo Torino la corsa attraversava Genova, La Spezia, Firenze, Siena, Roma, Terni, Perugia, Fano, Rimini, Cesena, Bologna, Padova, Vicenza e Verona, per  raggiungere il traguardo a Milano.
Suddivisi in due categorie, gli iscritti totali furono 72, dei quali 63 appartenenti alla 1ª categoria, con partenza da Torino, e 9 della 2ª categoria, con partenza da Firenze. Tra i partecipanti: Roberto Biscaretti, Cesare Goria Gatti, Giovanni Agnelli, Emanuele Bricherasio e Carlo Biscaretti.
L'inizio delle operazioni di registrazione era fissato per le ore 6,30 del 27 aprile 1901 al Parco del Valentino e, un'ora dopo, la partenza. In quel giorno, però, le condizioni atmosferiche erano pessime e la pioggia torrenziale determinò la defezione di oltre metà dei concorrenti. Partirono 32 vetture di cui nove Fiat, quattro Panhard, quattro Peugeot, tre Renault, due Rosselli e due Mors. Erano presenti con una sola vettura i marchi Benz, Ceirano, Delahaye, Marchand, Daimler, De Dion, Isotta Fraschini e Darracq.
L'impresa aveva principalmente lo scopo di propagandare l'automobile e invogliare i pochi italiani che potevano permettersela ad acquistarla e servirsene. Vi fu anche un interessamento militare, dato che il Ministero della Guerra inviò i capitani Orsi e Onnis, trasportati sulla Peugeot Type 31 di un concorrente romano, per osservare le potenzialità del nuovo mezzo di locomozione e trasporto.
Al corteo delle vetture, la folla tributava accoglienze festanti con musiche e fiori. Vi fu un grave incidente ad Altedo, nei pressi di Bologna, nel quale perse la vita una ragazza quindicenne, tale Armida Montanari, travolta dall'automobile di uno dei concorrenti che, quale risarcimento, sborsò 1.000 lire alla famiglia della ragazzina e 500 lire ai poveri della parrocchia. Anche gli altri concorrenti si tassarono per raccogliere la somma di 2.000 lire, sufficiente alla costruzione di un asilo infantile.
L'episodio più gentile è segnalato a Scansano, in provincia di Grosseto, dove il sindaco dona un agnellino vivo agli automobilisti, perché lo portino in dono alla città del Duomo. Il traguardo venne raggiunto l'11 maggio. Dei 72 iscritti, ne erano partiti effettivamente 32 e ne arrivarono 30.

### La Coppa d'Oro
Nel 1906 l'Automobile Club di Milano organizzò una competizione di 4000 kilometri tra Milano e Napoli per testare la resistenza delle auto. La corsa era denominata Coppa d'Oro, ma fu anche definita Circuito Italiano di Resistenza. La gara partì il 14 maggio e terminò il 24 dello stesso mese. Ad aggiudicarsi la vittoria fu Vincenzo Lancia su Fiat 24 HP. La FIAT fu l'unica squadra ad arrivare alla fine completa: nessuno dei suoi equipaggi si ritirò.

## Il primo Giro automobilistico d'Italia
La denominazione di "Giro automobilistico d'Italia" apparve all'inizio del 1934 quando ne venne pubblicizzata la prima edizione organizzata dal RACI (Reale Automobile Club d'Italia); poco prima della sua effettiva effettuazione, nel maggio dello stesso anno, la sua denominazione venne modificata in Coppa d'Oro del Littorio. La gara si concluse il 2 giugno del 1934 con la vittoria di Carlo Pintacuda-Mario Nardilli alla guida di una Lancia Astura.
Nuovamente nel 1954 venne utilizzato il termine di "Giro Automobilistico d'Italia", anche in questo caso definito come prima edizione della corsa, per una competizione organizzata dalla «Gazzetta dello Sport» e valida per il trofeo Alberto Bonacossa. La classifica finale della gara disputatasi dal 27 settembre al 6 ottobre vide la vittoria di una Alfa Romeo 1900 condotta da Luigi Taramazzo-Gerino Gerini.

### La rinascita degli anni 1970

La Fiat Abarth 031 di Giorgio Pianta impegnata nella prova di Imola, durante la vittoriosa edizione del 1975.

Nel 1973, un nuovo Giro automobilistico d'Italia fu organizzato dall'Automobile Club di Torino, ispirandosi alla corsa originale. Era una delle competizioni a quattro ruote più complete allora esistenti, poiché includeva prove di regolarità su strade aperte al traffico, prove di velocità su strade chiuse al traffico, prove di rally e di velocità in circuito. Ad esso hanno partecipato, nel corso delle varie edizioni, numerosi piloti di Formula 1 e degli sterrati, tra cui Gilles Villeneuve, Riccardo Patrese, Michele Alboreto, Clay Regazzoni, Jody Scheckter, Arturo Merzario, Sandro Munari, Markku Alén, Miki Biasion, Walter Röhrl e Dario Cerrato. In questa veste, il Giro verrà disputato annualmente fino al 1980.

### Tentativi successivi
Dopo l'epoca d'oro degli anni 1970, il Giro visse due appendici nel 1988 e 1989, conquistato in entrambe le occasioni da un'Alfa Romeo 75. Dopo una pausa ventennale, una nuova edizione della competizione venne messa in piedi nel 2011, vinta da una Porsche Cayman; a ciò non è tuttavia seguita una rinascita del Giro d'Italia in auto e, a causa di successivi problemi organizzativi e logistici, la corsa del 2011 è rimasta un episodio isolato.

## Albo d'oro
| Anno | Equipaggio                                              | Automobile                   |
| ---- | ------------------------------------------------------- | ---------------------------- |
| 1901 | Felice Nazzaro                                          | Fiat 8 HP                    |
| 1906 | Vincenzo Lancia                                         | Fiat 24 HP                   |
| 1934 | Carlo Pintacuda - Mario Nardilli                        | Lancia Astura berlina        |
| 1954 | Luigi Taramazzo - Gerino Gerini                         | Alfa Romeo 1900 SS           |
| 1973 | Mario Casoni - Raffaele Minganti                        | De Tomaso Pantera            |
| 1974 | Jean-Claude Andruet - Michèle Espinosi-Petit "Biche"    | Lancia Stratos Turbo         |
| 1975 | Giorgio Pianta - Bruno Scabini                          | Fiat Abarth 031              |
| 1976 | Carlo Facetti - Piero Sodano                            | Lancia Stratos Turbo         |
| 1977 | "Victor" Coggiola - Piero Monticone                     | Porsche 935                  |
| 1978 | Markku Alén - Giorgio Pianta - Ilkka Kivimaki           | Lancia Stratos               |
| 1979 | Giampiero Moretti - Giorgio Schön - Emilio Radaelli     | Porsche 935 TT               |
| 1980 | Riccardo Patrese - Markku Alén - Ilkka Kivimaki         | Lancia Beta Montecarlo Turbo |
| 1988 | Riccardo Patrese - Miki Biasion - Tiziano Siviero       | Alfa Romeo 75 Turbo IMSA     |
| 1989 | Giorgio Francia - Dario Cerrato - Giuseppe Cerri        | Alfa Romeo 75 Turbo IMSA     |
| 2011 | Maurizio Pitorri - Andrea Gagliardini - Mara Bernardini | Porsche Cayman S GT4         |